# 圣谢龙
圣谢龙（法語：Saint-Chéron，法語發音：[sɛ̃ ʃeʁɔ̃] ⓘ）是法国法兰西岛大区埃松省的一个市镇，属于埃唐普区。

## 地理
圣谢龙（48°33'13"N, 2°7'29"E）面积11.44 平方千米，位于法国法蘭西島大區埃松省，该省份为法国北部内陆省份，北起上塞纳省和马恩河谷省，西接厄尔-卢瓦省和伊夫林省，南至卢瓦雷省，东临塞纳-马恩省。
与圣谢龙接壤的市镇（或旧市镇、城区）包括：维勒科南、布勒耶、布勒-茹伊、圣莫里斯蒙库罗讷、塞迈斯、苏济拉布里什、勒瓦勒圣日耳曼。

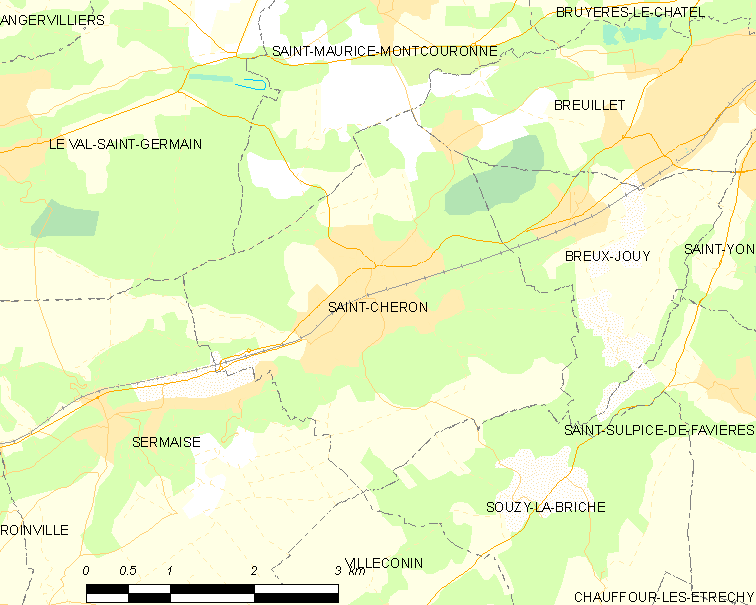
圣谢龙的OSM定位图

圣谢龙的时区为UTC+01:00、UTC+02:00（夏令时）。

## 行政
圣谢龙的邮政编码为91530，INSEE市镇编码为91540。

## 政治
圣谢龙所属的省级选区为杜尔当县。

## 人口

1962-2008年间圣谢龙人口变化图示

圣谢龙于2022年1月1日时的人口数量为5176人。